# Griphopithecus
Griphopithecus é um género extinto de primata hominídeo. Viveu na Europa e Ásia (Eurásia) há aproximadamente 17 a 16,5  milhões de anos atrás, durante o Mioceno.
O Griphopithecus possuía duas espécies:
- †Griphopithecus alpani Tekkaya, 1974[4]
- †Griphopithecus suessi Abel, 1902[5]

|  | Hylobates                                                                            |
|  |                                                                                      |
|  | \| \| Sivapithecus-Pongo clade \| \| \| \| \| \| Dryopithecus-Homo clade \| \| \| \| |
|  |                                                                                      |
|  | Sivapithecus-Pongo clade                                                             |
|  |                                                                                      |
|  | Dryopithecus-Homo clade                                                              |
|  |                                                                                      |

|  | Sivapithecus-Pongo clade |
|  |                          |
|  | Dryopithecus-Homo clade  |
|  |                          |